# Вілкін (річка)
Вілкін (англ. Wilkin River) — річка на Південному острові Нової Зеландії, тече по території регіону Отаго. Права притока річки Макарора.
Утворюється злиттям річок Південна Вілкін і Північна Вілкін. Генеральним напрямком течії у верхній половині є північний схід, у нижній — південний схід. Верхняя половина течії перебуває на території північно-східної частини національного парку Маунт-Аспайрінг, кордон котрого проходить уздовж нижньої половини течії річки практично до самого гирла. Вілкін впадає у нижню течію Макарори, приблизно за 5 км північніше її гирла в озері Ванака.